# Distretto di Mitte
Il distretto di Mitte (in tedesco Bezirk Mitte; letteralmente: "centro") è il primo distretto di Berlino. Ha una superficie di 39,5 km² e una popolazione di 326 291 abitanti. In termini di età media, è il secondo distretto più giovane della città.
La maggior parte degli uffici amministrativi, nonché la sede del governo tedesco, hanno sede nel distretto di Mitte.

## Amministrazione
L'amministrazione distrettuale ha sede al municipio del Tiergarten, nel quartiere di Moabit.
Attualmente (2023) il sindaco distrettuale (Bezirksbürgermeister) in carica è Stefanie Remlinger, dei Verdi.

### Suddivisione amministrativa
Il distretto è diviso in 6 quartieri (Ortsteil):
- 0101 Mitte (quartiere)
- 0102 Moabit
- 0103 Hansaviertel
- 0104 Tiergarten
- 0105 Wedding
- 0106 Gesundbrunnen

## Storia
Il distretto di Mitte fu creato nel 2001 nell'ambito della riforma amministrativa dei distretti cittadini.
Il nuovo distretto fu formato accorpando tre precedenti distretti: il vecchio Mitte (oggi quartiere), Tiergarten (con il quartiere di Moabit) e il Wedding. Contemporaneamente, Gesundbrunnen e lo Hansaviertel hanno acquisito lo status ufficiale di quartieri, venendo scorporati rispettivamente dal Wedding e da Tiergarten.

## Trasporto pubblico
La Ringbahn, la Stadtbahn e la S-Bahn nord-sud con le linee S1, S2, S3, S5, S7, S9, S25, S26, S41, S42 e S75 attraversano il distretto di Mitte.
Della metropolitana le linee U1, U2, U5, U6, U8 e U9 attraversano il distretto. Il 4 dicembre 2020 è stata aperta la nuova sezione della linea U5 tra Alexanderplatz e Hauptbahnhof.

## Gemellaggi
Il distretto di Mitte è gemellato con:
- Holon, dal 1970
- Schwalm-Eder-Kreis, dal 1992
- Bottrop, dal 1993
- Shinjuku, dal 1994
- Tourcoing, dal 1995
- Tsuwano, dal 1995
- Terézváros, dal 2005
- Beyoğlu, dal 2008

Il distretto intrattiene "relazioni amichevoli" con:
- Lahn-Dill-Kreis, dal 1961
- Hamm, dal 1962
- Kassel, dal 1977
- Drøbak, dal 1990
- Chaoyang, dal 2004
- Central'nyj, dal 2006